# Lance Stroll
Lance Strulovitch, znany jako Lance Stroll (ur. 29 października 1998 w Montrealu) – kanadyjski kierowca wyścigowy, startujący w mistrzostwach świata Formuły 1 od sezonu 2017. Od sezonu 2021 kierowca zespołu Aston Martin Aramco Cognizant Formula One Team, mistrz Europejskiej Formuły 3 (2016), mistrz Włoskiej Formuły 4 (2014).
Jego ojcem jest biznesmen Lawrence Stroll, większościowy właściciel konsorcjum kontrolującego zespół Formuły 1 Aston Martin Aramco Cognizant Formula One Team.

## Życiorys

### Formuła 4
Kanadyjczyk dzięki dobrym wynikom w kartingu, w 2010 roku stał się członkiem akademii Ferrari. Stroll rozpoczął karierę w jednomiejscowych samochodach wyścigowych w 2014 roku w zimowej serii Florida Winter Series, gdzie jednak nie był wliczany do klasyfikacji końcowej. W dwóch wyścigach stanął na podium. W tym samym sezonie dołączył do stawki nowo utworzonej Włoskiej Formuły 4 z włoską ekipą Prema Powerteam. W ciągu siedemnastu wyścigów, w których wystartował, czternastokrotnie stawał na podium, w tym dziesięciokrotnie na jego najwyższym stopniu. Dorobek 331 punktów pozwolił mu zdobyć tytuł mistrza serii

### Formuła 3
Sezon 2015 Kanadyjczyk rozpoczął od startów w nowozelandzkiej serii Toyota Racing Series, gdzie wystartował w szesnastu wyścigach. W czterech odniósł zwycięstwo, a w dziesięciu stawał na podium. Z przewagą ponad stu punktów wywalczył tytuł mistrzowski.
We właściwym sezonie reprezentował mistrzowską ekipę Prema Powerteam w Mistrzostwach Europy Formuły 3. W pierwszej jego części sezonu nabierał doświadczenia i nie notował spektakularnych wyników. Kilka razy jednak zdołał otrzeć się o podium (był czwarty na torze Silverstone oraz w Pau). W drugiej połowie sezonu był jednak najlepszym z debiutantów, sześciokrotnie stając na podium. W pierwszym wyścigu na Hockenheimringu odniósł pierwsze w karierze zwycięstwo. Ostatecznie w klasyfikacji generalnej zajął 5. miejsce, drugie wśród debiutantów.
Sezon 2016 spędził w Formula 3 European Championship. Wygrał pierwszy wyścig sezonu na torze Paul Ricard, a następnie zwyciężył w 13 wyścigach w tamtym roku (w tym w 5 ostatnich z rzędu). Zapewnił sobie tytuł 4 wyścigi przed końcem sezonu i zakończył go z 187 punktami przewagi przed drugim w tabeli Maximilianem Güntherem.

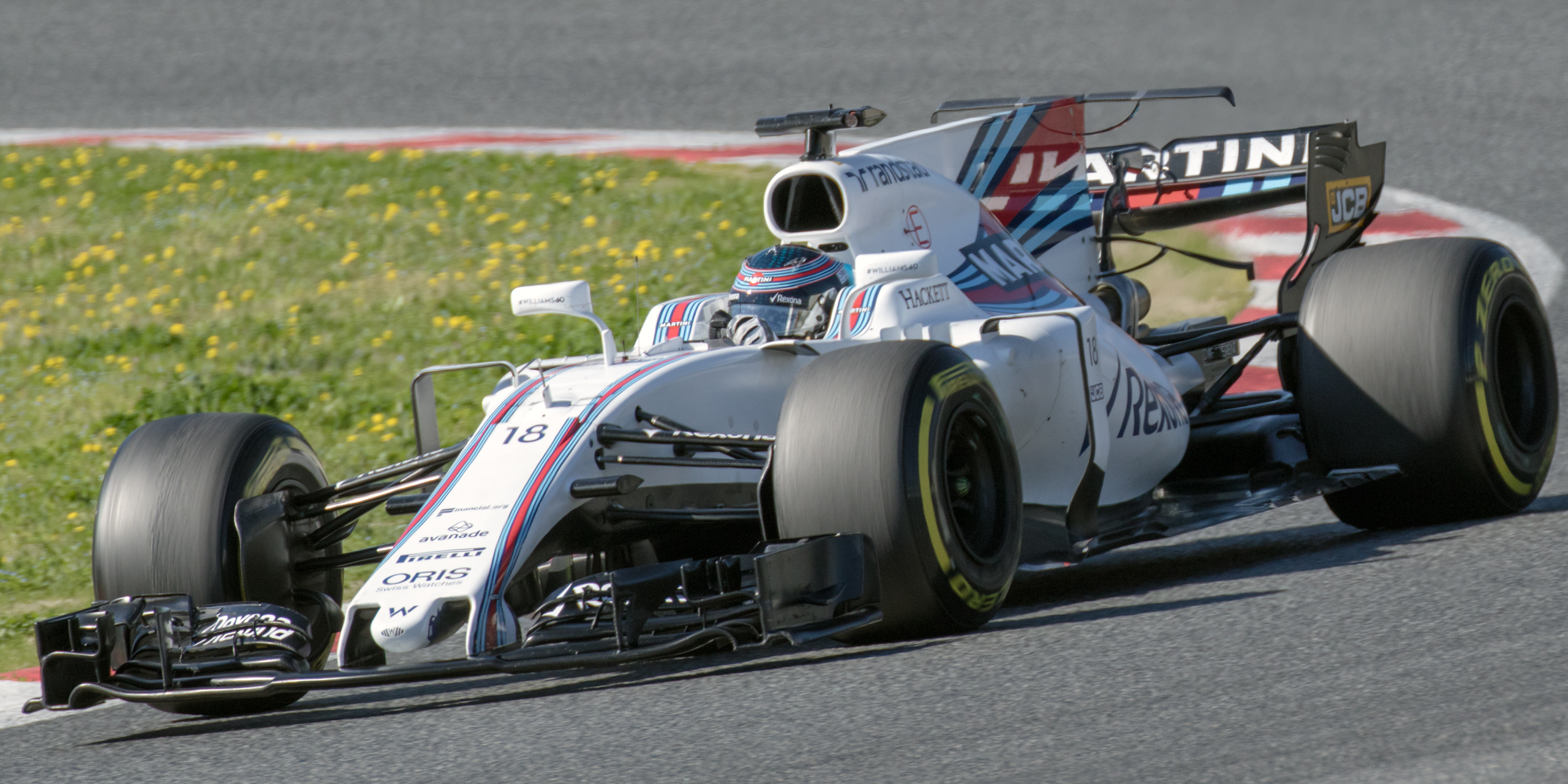
Lance Stroll podczas testów w Barcelonie w 2017 roku

### Formuła 1
W roku 2015 został kierowcą rozwojowym i testowym zespołu startującego w Formule 1, zespole Williams. 26 marca 2017 roku debiutował w tej serii podczas Grand Prix Australii. 25 czerwca 2017 roku wywalczył pierwsze w swojej karierze podium w GP Azerbejdżanu, zajmując w wyścigu 3 miejsce. Sezon 2018 zakończył na 18. miejscu z 6. punktami na koncie. Na sezon 2019 podpisał kontrakt z Racing Point Force India na okres roku (kontrolowanym przez jego ojca Lawrence’a Strolla).

## Wyniki
| Legenda oznaczeń w tabelach wyników Wyświetl szablon na nowej stronie | Legenda oznaczeń w tabelach wyników Wyświetl szablon na nowej stronie                                                                     |
| Oznaczenie                                                            | Wyjaśnienie |
| --------------------------------------------------------------------- | --- |
| Złoty                                                                 | Zwycięzca lub mistrzostwo |
| Srebrny                                                               | 2. miejsce lub wicemistrzostwo |
| Brązowy                                                               | 3. miejsce lub II wicemistrzostwo |
| Zielony                                                               | Ukończył, punktował (w klasyfikacji generalnej, gdy zdobył co najmniej jeden punkt na przestrzeni sezonu, poza trzema powyższymi opcjami) |
| Niebieski                                                             | Ukończył, nie punktował (w klasyfikacji generalnej, gdy nie zdobył co najmniej jednego punktu na przestrzeni sezonu)                      |
| Czerwony                                                              | Nie zakwalifikował się (NZ) |
| Czerwony                                                              | Nie prekwalifikował się (NPK) |
| Różowy                                                                | Nie ukończył (NU) |
| Różowy                                                                | Niesklasyfikowany (NS) (w klasyfikacji generalnej, gdy nie został sklasyfikowany w żadnym wyścigu sezonu)                                 |
| Czarny                                                                | Zdyskwalifikowany (DK) |
| Czarny                                                                | Wykluczony (WYK/EX) |
| Biały                                                                 | Nie wystartował (NW) |
| Biały                                                                 | Kontuzjowany (K/INJ) |
| Biały                                                                 | Wyścig odwołany (OD/C) |
| Bez koloru                                                            | Został wycofany (WYC/WD) |
| Bez koloru                                                            | Nie przybył (NP/DNA) |
| Bez koloru                                                            | Nie brał udziału w treningach (NT/DNP) |
| Bez koloru                                                            | Nie został zgłoszony (–) |
| Pogrubienie                                                           | Start z pole position |
| Kursywa                                                               | Najszybsze okrążenie wyścigu |
| †                                                                     | Nie ukończył, ale jego rezultat został zaliczony ze względu na przejechanie więcej niż 90% dystansu wyścigu.                              |
| *                                                                     | Sezon w trakcie |
| 1/2/3                                                                 | Punktowana pozycja w sprincie kwalifikacyjnym                                                                                             |
| Lista systemów punktacji Formuły 1                                    | |

### Formuła 1
| Rok  | Zespół                                         | Samochód           | Silnik                             | Wyniki w poszczególnych eliminacjach | Wyniki w poszczególnych eliminacjach | Wyniki w poszczególnych eliminacjach | Wyniki w poszczególnych eliminacjach | Wyniki w poszczególnych eliminacjach | Wyniki w poszczególnych eliminacjach | Wyniki w poszczególnych eliminacjach | Wyniki w poszczególnych eliminacjach | Wyniki w poszczególnych eliminacjach | Wyniki w poszczególnych eliminacjach | Wyniki w poszczególnych eliminacjach | Wyniki w poszczególnych eliminacjach | Wyniki w poszczególnych eliminacjach | Wyniki w poszczególnych eliminacjach | Wyniki w poszczególnych eliminacjach | Wyniki w poszczególnych eliminacjach | Wyniki w poszczególnych eliminacjach | Wyniki w poszczególnych eliminacjach | Wyniki w poszczególnych eliminacjach | Wyniki w poszczególnych eliminacjach | Wyniki w poszczególnych eliminacjach | Wyniki w poszczególnych eliminacjach | Wyniki w poszczególnych eliminacjach | Wyniki w poszczególnych eliminacjach | Punkty | Pozycja |
| ---- | ---------------------------------------------- | ------------------ | ---------------------------------- | ------------------------------------ | ------------------------------------ | ------------------------------------ | ------------------------------------ | ------------------------------------ | ------------------------------------ | ------------------------------------ | ------------------------------------ | ------------------------------------ | ------------------------------------ | ------------------------------------ | ------------------------------------ | ------------------------------------ | ------------------------------------ | ------------------------------------ | ------------------------------------ | ------------------------------------ | ------------------------------------ | ------------------------------------ | ------------------------------------ | ------------------------------------ | ------------------------------------ | ------------------------------------ | ------------------------------------ | ------ | ------- |
| 2017 | Williams Martini Racing                        | Williams FW40      | Mercedes 1.6 V6T                   | Australia                            |                                      | Bahrajn                              | Rosja                                | Hiszpania                            | Monako                               | Kanada                               | Azerbejdżan                          | Austria                              | Wielka Brytania                      | Węgry                                | Belgia                               | Włochy                               | Singapur                             | Malezja                              | Japonia                              | Stany Zjednoczone                    | Meksyk                               | Brazylia                             |                                      |                                      |                                      |                                      |                                      | 40     | 12      |
| 2017 | Williams Martini Racing                        | Williams FW40      | Mercedes 1.6 V6T                   | NU                                   | NU                                   | NU                                   | 11                                   | 16                                   | 15†                                  | 9                                    | 3                                    | 10                                   | 16                                   | 14                                   | 11                                   | 7                                    | 8                                    | 8                                    | NU                                   | 11                                   | 6                                    | 16                                   | 18                                   |                                      |                                      |                                      |                                      | 40     | 12      |
| 2018 | Williams Martini Racing                        | Williams FW41      | Mercedes 1.6 V6T                   | Australia                            | Bahrajn                              |                                      | Azerbejdżan                          | Hiszpania                            | Monako                               | Kanada                               | Francja                              | Austria                              | Wielka Brytania                      | Niemcy                               | Węgry                                | Belgia                               | Włochy                               | Singapur                             | Rosja                                | Japonia                              | Stany Zjednoczone                    | Meksyk                               | Brazylia                             |                                      |                                      |                                      |                                      | 6      | 18      |
| 2018 | Williams Martini Racing                        | Williams FW41      | Mercedes 1.6 V6T                   | 14                                   | 14                                   | 14                                   | 8                                    | 11                                   | 17                                   | NU                                   | 17†                                  | 14                                   | 12                                   | NU                                   | 17                                   | 13                                   | 9                                    | 14                                   | 15                                   | 17                                   | 14                                   | 12                                   | 18                                   | 13                                   |                                      |                                      |                                      | 6      | 18      |
| 2019 | SportPesa Racing Point F1 Team                 | Racing Point RP19  | Mercedes 1.6 V6T                   | Australia                            | Bahrajn                              |                                      | Azerbejdżan                          | Hiszpania                            | Monako                               | Kanada                               | Francja                              | Austria                              | Wielka Brytania                      | Niemcy                               | Węgry                                | Belgia                               | Włochy                               | Singapur                             | Rosja                                | Japonia                              | Meksyk                               | Stany Zjednoczone                    | Brazylia                             |                                      |                                      |                                      |                                      | 21     | 15      |
| 2019 | SportPesa Racing Point F1 Team                 | Racing Point RP19  | Mercedes 1.6 V6T                   | 9                                    | 14                                   | 12                                   | 9                                    | NU                                   | 16                                   | 9                                    | 13                                   | 14                                   | 13                                   | 4                                    | 17                                   | 10                                   | 12                                   | 13                                   | 11                                   | 9                                    | 12                                   | 13                                   | 19†                                  | NU                                   |                                      |                                      |                                      | 21     | 15      |
| 2020 | BWT Racing Point F1 Team                       | Racing Point RP20  | BWT Mercedes 1.6T                  | Austria                              |                                      | Węgry                                | Wielka Brytania                      | Wielka Brytania                      | Hiszpania                            | Belgia                               | Włochy                               | Toskania                             | Rosja                                | Niemcy                               | Portugalia                           | Emilia-Romania                       | Turcja                               | Bahrajn                              | Bahrajn                              |                                      |                                      |                                      |                                      |                                      |                                      |                                      |                                      | 75     | 11      |
| 2020 | BWT Racing Point F1 Team                       | Racing Point RP20  | BWT Mercedes 1.6T                  | NU                                   | 7                                    | 4                                    | 9                                    | 6                                    | 4                                    | 9                                    | 3                                    | NU                                   | NU                                   | WD                                   | NU                                   | 13                                   | 9                                    | NU                                   | 3                                    | 10                                   |                                      |                                      |                                      |                                      |                                      |                                      |                                      | 75     | 11      |
| 2021 | Aston Martin Cognizant Formula One Team        | Aston Martin AMR21 | Mercedes F1 M12 E Performance 1.6T | Bahrajn                              | Emilia-Romania                       | Portugalia                           | Hiszpania                            | Monako                               | Azerbejdżan                          | Francja                              |                                      | Austria                              | Wielka Brytania                      | Węgry                                | Belgia                               | Holandia                             | Włochy                               | Rosja                                | Turcja                               | Stany Zjednoczone                    | Meksyk                               |                                      | Katar                                | Arabia Saudyjska                     |                                      |                                      |                                      | 34     | 13      |
| 2021 | Aston Martin Cognizant Formula One Team        | Aston Martin AMR21 | Mercedes F1 M12 E Performance 1.6T | 10                                   | 8                                    | 14                                   | 11                                   | 8                                    | NU                                   | 10                                   | 8                                    | 13                                   | 8                                    | NU                                   | 20                                   | 12                                   | 7                                    | 11                                   | 9                                    | 12                                   | 14                                   | NU                                   | 6                                    | 11                                   | 13                                   |                                      |                                      | 34     | 13      |
| 2022 | Aston Martin Aramco Cognizant Formula One Team | Aston Martin AMR22 | Mercedes AMG F1 M13 1.6T           | Bahrajn                              | Arabia Saudyjska                     | Australia                            | Emilia-Romania                       | Stany Zjednoczone                    | Hiszpania                            | Monako                               | Azerbejdżan                          | Kanada                               | Wielka Brytania                      | Austria                              | Francja                              | Węgry                                | Belgia                               | Holandia                             | Włochy                               | Singapur                             | Japonia                              | Stany Zjednoczone                    | Meksyk                               |                                      |                                      |                                      |                                      | 18     | 15      |
| 2022 | Aston Martin Aramco Cognizant Formula One Team | Aston Martin AMR22 | Mercedes AMG F1 M13 1.6T           | 12                                   | 13                                   | 12                                   | 10                                   | 10                                   | 15                                   | 14                                   | 16†                                  | 10                                   | 11                                   | 13                                   | 10                                   | 11                                   | 11                                   | 10                                   | NU                                   | 6                                    | 12                                   | NU                                   | 15                                   | 10                                   | 8                                    |                                      |                                      | 18     | 15      |
| 2023 | Aston Martin Aramco Cognizant Formula One Team | Aston Martin AMR23 | Mercedes AMG F1 M14 1.6T           | Bahrajn                              | Arabia Saudyjska                     | Australia                            | Azerbejdżan                          | Stany Zjednoczone                    | Monako                               | Hiszpania                            | Kanada                               | Austria                              | Wielka Brytania                      | Węgry                                | Belgia                               | Holandia                             | Włochy                               | Singapur                             | Japonia                              | Katar                                | Stany Zjednoczone                    | Meksyk                               |                                      | Stany Zjednoczone                    |                                      |                                      |                                      | 74     | 10      |
| 2023 | Aston Martin Aramco Cognizant Formula One Team | Aston Martin AMR23 | Mercedes AMG F1 M14 1.6T           | 6                                    | NU                                   | 4                                    | 78                                   | 12                                   | NU                                   | 6                                    | 9                                    | 94                                   | 14                                   | 10                                   | 9                                    | 11                                   | 14                                   | WD                                   | NU                                   | 11                                   | 7                                    | 17†                                  | 5                                    | 5                                    | 10                                   |                                      |                                      | 74     | 10      |
| 2024 | Aston Martin Aramco F1 Team                    | Aston Martin AMR24 | Mercedes-AMG F1 M15 E Performance  | Bahrajn                              | Arabia Saudyjska                     | Australia                            | Japonia                              |                                      | Stany Zjednoczone                    | Emilia-Romania                       | Monako                               | Kanada                               | Hiszpania                            | Austria                              | Wielka Brytania                      | Węgry                                | Belgia                               | Holandia                             | Włochy                               | Azerbejdżan                          | Singapur                             | Stany Zjednoczone                    | Meksyk                               |                                      | Stany Zjednoczone                    | Katar                                |                                      | 24     | 13      |
| 2024 | Aston Martin Aramco F1 Team                    | Aston Martin AMR24 | Mercedes-AMG F1 M15 E Performance  | 10                                   | NU                                   | 6                                    | 12                                   | 16                                   | 17                                   | 9                                    | 14                                   | 7                                    | 14                                   | 13                                   | 7                                    | 10                                   | 11                                   | 13                                   | 19                                   | 19†                                  | 14                                   | 15                                   | 11                                   | 19                                   | 15                                   | 18                                   | 14                                   | 24     | 13      |

### Podsumowanie
| Sezon | Seria                                          | Zespół                                         | Wyścigi            | P1                 | PP                 | NO                 | Podium             | Punkty             | Pozycja            |
| ----- | ---------------------------------------------- | ---------------------------------------------- | ------------------ | ------------------ | ------------------ | ------------------ | ------------------ | ------------------ | ------------------ |
| 2014  | Florida Winter Series                          |                                                | 12                 | 0                  | 0                  | 0                  | 2                  | 0                  | NS†                |
| 2014  | Włoska Formuła 4                               | Prema Powerteam                                | 18                 | 7                  | 5                  | 11                 | 13                 | 331                | 1                  |
| 2015  | Toyota Racing Series                           | M2 Competition                                 | 16                 | 4                  | 0                  | 1                  | 10                 | 906                | 1                  |
| 2015  | Europejska Formuła 3                           | Prema Powerteam                                | 32                 | 1                  | 0                  | 0                  | 6                  | 231                | 5                  |
| 2015  | Grand Prix Makau                               | Prema Powerteam                                | 1                  | 0                  | 0                  | 0                  | 0                  | N/A                | 8                  |
| 2015  | Formuła 1                                      | Scuderia Ferrari                               | Kierowca rozwojowy | Kierowca rozwojowy | Kierowca rozwojowy | Kierowca rozwojowy | Kierowca rozwojowy | Kierowca rozwojowy | Kierowca rozwojowy |
| 2016  | Europejska Formuła 3                           | Prema Powerteam                                | 30                 | 14                 | 14                 | 13                 | 20                 | 507                | 1                  |
| 2016  | WeatherTech SportsCar Championship – Prototype | Ford-Chip Ganassi Racing                       | 1                  | 0                  | 0                  | 0                  | 0                  | 27                 | 27                 |
| 2016  | Formuła 1                                      | Williams Martini Racing                        | Kierowca rozwojowy | Kierowca rozwojowy | Kierowca rozwojowy | Kierowca rozwojowy | Kierowca rozwojowy | Kierowca rozwojowy | Kierowca rozwojowy |
| 2017  | Formuła 1                                      | Williams Martini Racing                        | 20                 | 0                  | 0                  | 0                  | 1                  | 40                 | 12                 |
| 2018  | Formuła 1                                      | Williams Martini Racing                        | 21                 | 0                  | 0                  | 0                  | 0                  | 6                  | 18                 |
| 2018  | WeatherTech SportsCar Championship – Prototype | Jackie Chan DCR JOTA                           | 1                  | 0                  | 0                  | 0                  | 0                  | 20                 | 55                 |
| 2019  | Formuła 1                                      | SportPesa Racing Point F1 Team                 | 21                 | 0                  | 0                  | 0                  | 0                  | 21                 | 15                 |
| 2020  | Formuła 1                                      | BWT Racing Point F1 Team                       | 17                 | 0                  | 1                  | 0                  | 2                  | 75                 | 11                 |
| 2021  | Formuła 1                                      | Aston Martin Cognizant Formula One Team        | 22                 | 0                  | 0                  | 0                  | 0                  | 34                 | 13                 |
| 2022  | Formuła 1                                      | Aston Martin Aramco Cognizant Formula One Team | 22                 | 0                  | 0                  | 0                  | 0                  | 18                 | 15                 |
| 2023  | Formuła 1                                      | Aston Martin Aramco Cognizant Formula One Team | 20                 | 0                  | 0                  | 0                  | 0                  | 74                 | 10                 |
| 2024  | Formuła 1                                      | Aston Martin Aramco F1 Team                    | 17                 | 0                  | 0                  | 0                  | 0                  | 24                 | 13                 |